# Неврастенія
Неврастенія — психічний розлад з групи неврозів, серед проявів якого підвищена подразливість, стомлюваність, втрата здатності до тривалого розумового й фізичного зусилля. Уперше її описав американський лікар Георг Бірд 1869 року. Неврастенія виникає зазвичай при поєднанні психологічної травми з надмірно напруженою роботою й фізіологічними поневіряннями (хронічне недосипання, відсутність відпочинку тощо). Виникненню неврастенії сприяють інфекції, що ослабляють організм, інтоксикації (алкоголь, паління), ендокринні розлади, недостатнє харчування та ін.

## Симптоми й перебіг
Виділяють 3 стадії (форми) неврастенії:

### Гіперстенічна неврастенія
Початкова стадія, найчастіша форма, проявляється переважно через дратівливість і збудливість, з яких починається захворювання. Хворих дратує найменший шум, розмови людей навкруги, будь-які звуки, швидке пересування людей, просто натовп оточуючих, людні зібрання. Вони можуть закричати на близьких, співробітників, співрозмовників, здатні образити, тобто легко втрачають самовладання, вирізняються великою нетерплячістю. Разом з цим, працездатність хворих понижена, але не лише внаслідок стомлення, а на цьому етапі хвороби, головним чином, в результаті їх психічної незібраності, неуважності, нездатності зосередитися на потрібній сукупності уявлень і почати необхідну справу, тобто у зв'язку з первинною слабкістю активної уваги. Почавши ж діяльність, хворий довго не витримує необхідної тут психічної напруги, знову ж таки — напруги активної уваги. Встає із-за столу, йде з робочого місця, відволікається на сторонні подразники, потім знову «важкий початок» роботи і так багаторазово. Внаслідок великих втрат часу, продуктивність праці нікчемна. Завжди виражені порушення сну: засинає хворий важко, часто прокидається, знову засинає, переживаючи щедрі сновидіння навіяні денними турботами. Вранці піднімається із запізненням і важко, з важкою «неясною» головою, поганим настроєм, з почуттям втоми й розбитості, яке дещо відступає лише до вечора. Часті скарги на головний біль, загальну слабкість, погану пам'ять, неприємні відчуття в різних частинах тіла. Хворі відчувають важкість в голові, почуття тиску в скронях, головні болі що оперізують («неврастенічна каска»).

### Дратівлива слабкість
Друга, проміжна, стадія (фаза хвороби).
Відзначається так званою дратівливою слабкістю (головний клінічний зміст другої форми неврастенії) — поєднанням підвищеної збудливості й дратівливості зі стомлюваністю й швидким виснаженням. Через випадкові та незначні підстави у хворого виникають бурхливі напади роздратування або спалахи збудження, які є зазвичай нетривалими, але частими. Підвищена збудливість нерідко виражається в слізливості, раніше не властивій хворому, або ж в нетерплячості, метушливості. Характерна хвороблива нездатність переносити гучні звуки, шум, яскраве світло, різкі запахи. Зникає здатність контролювати зовнішні прояви своїх емоцій. Відбувається розлад активної уваги. Виникають скарги на неуважність, погане запам'ятовування. Настрій нестійкий, схильний до пригнічення. При важких формах неврастенії може розвинутися картина так званої депресії виснаження: хворі похмурі, в'ялі, до всього байдужі. Постійна ознака неврастенії — порушення сну: утруднення засипання, поверхневий або невідновлювальний сон, тривожні сновидіння, сонливість вдень та безсоння вночі. Знижується або повністю пропадає апетит, виникають відрижка, печія, запори, відчуття важкості в шлунку. Часті скарги на головні болі, серцебиття, почуття завмирання серця, можливі розлади статевої функції тощо.
Дратівлива слабкість — головний клінічний зміст другої форми неврастенії (або ж другої фази хвороби), яка може виникнути в суб'єктів нестримного, холеричного темпераменту або ж у осіб з сильним і урівноваженим типом нервової системи у випадках, коли одужання на гіперстенічній стадії не відбулось, а патогенна ситуація зберігається.

### Гіпостенічна неврастенія
Третя стадія. Переважають слабкість і виснаженість.
Основні симптоми — млявість, апатія, підвищена сонливість, пригніченість.
Хворі не здатні мобілізувати себе на робоче зусилля, вони постійно переживають почуття великої втоми, пригнічені думками про свої соматичні відчуття. На цьому етапі хвороби наявна постійна масивна астенія на тлі погіршеного настрою. Фон настрою дещо тривожний, з відтінком смутку й послабленням інтересів. Тут немає афектів туги або тривоги, понижений настрій має невротичний характер, просякнутий астенією, й вирізняється слізливістю та емоційною лабільністю. Часті іпохондричні скарги й зациклення хворих на своїх внутрішніх відчуттях. З часом, особливо під впливом лікування, хворі починають краще спати, з чого, по суті, й починається процес одужання. Слід зазначити, що при повторних нападах неврастенії (у будь-якій її формі, особливо — останній) тривалість нападів зростає, а депресивні явища поглиблюються й усе більше наближаються до циклотимного рівня. У зв'язку з цим ще старші автори (Г. Шуле, Р. Крафт — Ебінг, С. С. Корсаков, А. В. Каннабіх) вказували на можливість виникнення періодичної неврастенії. Це підтверджують і останні дані клінічного досвіду про можливість переростання таких періодичних проявів неврастенічної депресії в циклотимію.

## Лікування
Лікування неврастенії на початковій стадії спрямоване на впорядкування режиму праці та відпочинку, усунення причини емоційного перенапруження, загальне зміцнення організму (регулярне харчування, вітамінотерапія, загальнозміцнювальне лікування, психотерапія). При необхідності — зміна роботи. У важких випадках (гіпостенічної неврастенії) показане лікування в стаціонарі, застосування разом із загальнозміцнювальними засобами антидепресантів і транквілізаторів. Прогноз сприятливий.